# 니시쿠와나역
니시쿠와나역(일본어: 西桑名駅)은 일본 미에현 구와나시에 위치한 산기 철도 호쿠세이 선의 철도역이다. 단선 승강장 1면 1선의 구조를 갖춘 지상역이다.

## 이용 현황
| 연도 | 승차 인원 |
| ---- | --------- |
| 1997 | 1,119     |
| 1998 | 1,082     |
| 1999 | 1,059     |
| 2000 | 1,038     |
| 2001 | 997       |
| 2002 | 938       |
| 2003 | 2,240     |
| 2004 | 2,056     |
| 2005 | 2,208     |
| 2006 | 2,241     |
| 2007 | 2,316     |
| 2008 | 2,403     |
| 2009 | 2,344     |
| 2010 | 2,369     |
| 2011 | 2,412     |
| 2012 | 2,433     |
| 2013 | 2,583     |
| 2014 | 2,523     |
| 2015 | 2,636     |
| 2016 | 2,696     |

## 역 주변
- 구와나역
- 국도 제1호선
- 구와나성 터
- 구와나 시청

## 역사
- 1914년 4월 5일 : 호쿠세이 철도 오야마다역으로서 개업. 당초는 구와나 역 남동쪽에 소재. (현재는 니시쿠와나 역 동쪽)
- 1915년 8월 5일 : 구와나마치 (후의 구와나쿄바시 역) - 오야마다 구간 개업.
- 1931년 7월 8일 : 니시쿠와나역으로 개칭.
- 1934년 6월 27일 : 사명 변경에 의해 호쿠세이 전기 철도의 역이 됨.
- 1944년 2월 11일 : 회사 합병에 의해, 미에 교통의 역이 됨.
- 1961년 11월 1일 : 구와나쿄바시 - 니시쿠와나 간 폐지로 인해, 호쿠세이 선의 기점역이 됨.
- 1964년 2월 1일 : 사업 양도에 의해 미에 전기 철도의 역이 됨.
- 1965년 4월 1일 : 긴키 닛폰 철도가 미에 전기 철도를 합병해 긴테쓰 호쿠세이 선의 역이 됨.
- 1977년 5월 1일 : 구와나 역 남동쪽으로 이전.
- 2003년
  - 4월 1일 : 사업 양도에 의해, 산기 철도의 역이 됨. 당초보다, 역사 내에 자동 발권기가 설치됨.
  - 8월 31일 : 온.냉방 형태의 맞이방이 신설됨.
  - 12월 1일 : 역사 내에 자동 정산기 · 자동 개찰기가 설치됨.
- 2005년 3월 26일 : 도인 역 개업에 의해, 당 역에서 시행되었던 운전 업무는 도인 역으로 통합 · 이설됨.

## 인접 역
| 산기 철도 호쿠세이선 | 산기 철도 호쿠세이선 | 산기 철도 호쿠세이선 |
| -------------------- | -------------------- | -------------------- |
| 시·종착역            | ■ 호쿠세이선         | 우마미치 아게키 방면 |